# Eubazus venturii
Eubazus venturii är en stekelart som först beskrevs av Carlos Schrottky 1902.  Eubazus venturii ingår i släktet Eubazus och familjen bracksteklar. Inga underarter finns listade i Catalogue of Life.